# Allocosa samoana
Espèce
Synonymes
- Lycosa inornata L. Koch, 1877 nec Giebel, 1863
- Tarentula samoana Roewer, 1951

Allocosa samoana est une espèce d'araignées aranéomorphes de la famille des Lycosidae.

## Distribution
Cette espèce est endémique de l'archipel des îles Samoa.

## Étymologie
Son nom d'espèce lui a été donné en référence au lieu de sa découverte, les îles Samoa.

## Publications originales
- Roewer, 1951 : Neue Namen einiger Araneen-Arten. Naturwissenschaftlichen Verein Zu Bremen, vol. 32, p. 437-456.
- Koch, 1877 : Die Arachniden Australiens. Nürnberg, vol. 1, p. 889-968 (texte intégral).